# Xilian, Heilongjiang
Xilian (kinesiska: 西联, 西联乡) är en socken i Kina. Den ligger i provinsen Heilongjiang, i den nordöstra delen av landet, omkring 280 kilometer norr om provinshuvudstaden Harbin. Antalet invånare är 19 543. Befolkningen består av 10 028 kvinnor och 9 515 män. Barn under 15 år utgör 15,0 %, vuxna 15-64 år 77 %, och äldre över 65 år 6,0 %.
Genomsnittlig årsnederbörd är 825 millimeter. Den regnigaste månaden är juli, med i genomsnitt 273 mm nederbörd, och den torraste är januari, med 9 mm nederbörd.